# Marmolejo (Hiszpania)
Marmolejo – gmina w Hiszpanii, w prowincji Jaén, w Andaluzji, o powierzchni 178,1 km². W 2011 roku gmina liczyła 7329 mieszkańców.